# Kelly Gould
Kelly Victoria Gould (nascido 4 de agosto de 1999)  é uma atriz americana. Ela é conhecida por seu papel como Shannon Clemens na série de comédia original Lifetime, Rita Rocks. Gould fez aparições em várias séries de televisão e ela apareceu em três longas-metragens: Blades of Glory, The Rebound e 16 Love.
Aos 14 anos, Gould fez uma pausa na atuação para se concentrar na ação social. Ela se matriculou em aulas no College of the Canyons em Santa Clarita aos 15 anos.

## Início da vida
Gould nasceu em Los Angeles, Califórnia, em uma família judia.

## Carreira
A carreira de ator de Gould começou com três semanas de vida em uma cena de parto. Com seis semanas de idade, ela interpretou o bebê Chastity Bono em um filme sobre Sonny e Cher. Ela interpretou o papel de Lucy, de quatro anos, filha de Louie e Kim, na série de comédia Lucky Louie para Home Box Office. Gould apareceu na série de televisão da CBS, The Ghost Whisperer em 2007, interpretando o papel da jovem Melinda no episódio "All Ghosts Lead to Grandview". Ela também apareceu em filmes, incluindo a comédia de 2007 Blades of Glory, e o filme de 2009 The Rebound, no qual ela co-estrelou como um dos filhos de Catherine Zeta-Jones.
Ela co-estrelou o papel de Shannon Clemens na série original Lifetime, Rita Rocks de 2008 a 2009. Scott D. Pierce, do Deseret News, disse o seguinte sobre a atuação de Gould em Rita Rocks: "Shannon (Kelly Gould), de 9 anos, é uma daquelas crianças de sitcom muito fofas para ser verdade".
Em 2009, Gould apareceu na série de televisão do canal Lifetime, Drop Dead Diva. Quando Gould fez quatorze anos, ela decidiu parar de atuar, embora tenha indicado que poderia continuar atuando depois da faculdade.

## Filmografia
| Ano       | Título              | Função          | Notas                                    |
| --------- | ------------------- | --------------- | ---------------------------------------- |
| 2004      | Strong Medicine     | Molly Molika    | Episódio: "Cinderela in Scrubs"          |
| 2005      | Jake in Progress    | Criança #1      | Episódio: "Desperate Houseguy"           |
| 2006–2007 | Lucky Louie         | Lucy            | Papel principal                          |
| 2007      | Hannah Montana      | Garotinha       | Episódio: "My Best Friend's Boyfriend"   |
| 2007      | Ghost Whisperer     | Jovem Melinda   | Episódio: "All Ghosts Lead to Grandview" |
| 2007      | Blades of Glory     | Maddy           | Filme                                    |
| 2008      | Cold Case           | Mia Ross        | Episódio: "Sabotage"                     |
| 2008–2009 | Rita Rocks          | Shannon Clemens | Papel principal                          |
| 2009      | Drop Dead Diva      | N/A             | episódio desconhecido                    |
| 2009      | The Rebound         | Sadie           | Filme                                    |
| 2010      | Den Brother         | Rachel          | Filme original do Disney Channel         |
| 2011      | Boa sorte, Charlie! | Heather         | Episódio: "PJ in the City"               |
| 2012      | 16-Love             | Ellen           | Filme                                    |
| 2012–2013 | Jessie              | Rosie           | 3 episódios                              |